# 东成路
东成路是中国广东省广州市从化区的一条道路。道路在从化区政府东南面，东西向，东连河滨北路，西至新城东路，属街口街道管辖。该路建于清朝咸丰六年（1856年），原称“凼街”。后又因该路可通从化城内，且位于城内的东面，改称为东成大街。抗日战争期间，改称东成路。1967年，因文化大革命易名东方红路，至1981年才复称东成路。